# 晉滅肥、伐鮮虞之戰
晉滅肥、伐鮮虞之戰發生於西元前530年，晉國滅肥國、討伐鮮虞的戰爭。
鮮虞氏是北狄的 一個流動部落國。春秋時，狄人在河北中部，建立了三個小國。即：鮮虞（在今正定）；肥國（在今蒿城）；鼓國（在今晉州）。
前530年，晉國卿大夫荀吳假扮會同齊國軍隊借道鮮虞進入鼓國都城昔陽（今河北省晉縣西），但並沒有滅掉鼓國。同年八月，晉軍卻消滅了肥國（在今河北省藁城縣一帶），俘虜國君綿皋，肥國舊地歸屬晉國。此戰被稱為「晉滅肥、伐鮮虞之戰」。
三年後（前527年）秋天，荀吳再率晉軍攻打鼓國，俘虜國君鳶鞮，使鼓國成為晉國的屬國。此戰是為「晉荀吳攻鮮虞之戰」。前520年六月，荀吳率晉軍侵略東陽，使晉軍偽裝為糴者，負甲於昔陽之門外休息，遂襲擊而消滅鼓國，俘虜鼓子鳶鞮而歸，派遣晉將涉佗在當地駐守。